# Tatera indica
Tatera indica е вид гризач от семейство Мишкови (Muridae). Видът не е застрашен от изчезване.

## Разпространение и местообитание
Разпространен е в Афганистан, Индия, Ирак, Иран, Кувейт, Непал, Пакистан, Сирия, Турция и Шри Ланка.
Обитава градски и гористи местности, пустинни области, места с песъчлива и суха почва, склонове, поляни, ливади, храсталаци, дюни и савани в райони с умерен и субтропичен климат, при средна месечна температура около 23,1 градуса.

## Описание
Теглото им е около 138,3 g. Имат телесна температура около 36 °C.
Стават полово зрели на 2,8 месеца. Продължителността им на живот е около 7 години.